# Замойский, Томаш Франтишек
Граф Томаш Францишек Замойский (28 июля 1832 — 21 декабря 1889, Сан-Ремо) — польский дворянин, 14-й ординат на Замостье. Его фамильный титул графа был признан Россией в 1884 году.

## Биография
Родился 28 июля 1832 года в Клеменсове. Старший сын графа Константина Замойского (1799—1866) и Аниелы Сапеге (1801—1855), дочери литовского магната, князя Франтишека Сапеги. В январе 1866 года после смерти своего отца Томаш Франтишек Замойский унаследовал от него наследственную Замойскую ординацию.
Обязанности Томаша Замойского в управлении ординацией Замостье включали подписание договоров с арендаторами его земли, создание поселений и ферм, управление лесом и другие подобные обязательства.
По данным Польского исторического музея, Томаш Замойский не был политически активен, но занимался различными общественными делами на благо своей страны. Он был президентом различных компаний, включая Кредитное общество Варшавы и страховую компанию. Основал Общество страхования жизни «Przezorność» и был вице-президентом правления Тереспольской железной дороги.
Он также участвовал в качестве основателя Музея промышленности и сельского хозяйства, стал президентом скачек, а также членом многочисленных культурных и научных обществ, таких как Садоводческое общество или Нумизматический круг Варшавского общества. Томаш Замойский также занимался благотворительностью, в том числе при финансовой поддержке фонда Миановского.
В 1868 году Томаш Замойский построил новое здание по проекту архитектора Юлиана Анкевича для Семейной библиотеки Замойских , сокращенно BOZ на польском языке, и назначил поэта Густава Эренберга библиотекарем, а архивариуса Леопольда Губерта полномочным представителем.
В 1884 году Россия признала за Томашем Франтишеком Замойским графский титул.
В 1889 году Томаш Францишек Замойский умер в возрасте 57 лет в Сан-Ремо, Италия.

## Семья
16 сентября 1869 года граф Томаш Францишек Замойский женился на Марии Потоцкой (24 июня 1851 — 12 декабря 1945), старшей дочери графа Морица Потоцкого (1812—1879) и Людвики Жозефины Бобр-Пиотровицкой (1825—1890).
У них было шестеро детей:
- Наталья Мария Замойская (27 июля 1870 — 11 августа 1944), жена с 1891 года князя Стефана Любомирского (1862—1941)
- Морис Клеменс Замойский (30 июля 1871 — 12 мая 1939), 15-й ординат Замойский с 1889 года. В 1924 году был назначен министром иностранных дел Польши[4]. Женат с 1906 года на княгине Марии Розе Софии Сапеге-Рожанской (1884—1969)
- Францишек Томаш Замойский (30 июля 1873 — 18 октября 1927), женат с 1927 года на Фелиции Кох.
- Мария Замойская (9 мая 1877—1943), 1-й муж — граф Юлиуш Потоцкий (1867—1925), 2-й муж — Владимир Малавский
- Юзефа Замойская
- Юзеф Замойский (14 мая 1880 — 19 июля 1963), женат с 1904 года на Марии Кружевской (1885—1961).

25 июля 1893 года Мария Потоцкая, будучи вдовой, вышла замуж за князя Константина Любомирского (1868—1934), от брака с которым у неё не было детей.